# Steinfeld (Familienname)
Steinfeld / Steinfeldt ist ein Familienname, der u. a. in ganz Deutschland sowie in Österreich verbreitet ist. Daneben ist der Name über Auswanderer auch in die heutige USA etc. gelangt.

## Bedeutung
1. Der Name leitet sich als Herkunftsname von den zahlreichen Ortschaften mit Namen Steinfeld (auch Ashkenazic-Jüdisch Steinfedlt) ab.
2. Der Name leitet sich als Wohnstättenname von Bezeichnungen für Fluren mit steinigem, unfruchtbarem Gelände ab.

## Varianten & Verbreitung
Die weite Verbreitung des Namens – in Gebieten mit verschiedenen / sich wandelnden Sprachen (z. B. niederdeutsch, niederländisch, Hochdeutsch) hat zu mehreren Varianten geführt, von denen die meisten recht selten sind:
- Steinfeld  (etwa drei Mal häufiger als die Variante mit dt; recht gleichmäßig in ganz Deutschland verbreitet)
- Steinfeldt (Verbreitungsschwerpunkt im nord- und nordostdeutschen Raum)
- Die Variante Steinfelt ist im deutschsprachigen Raum nur historisch nachzuweisen – sie hat sich jedoch z. B. in den USA erhalten.

Gleichen Ursprungs und Bedeutung ist der Name
- Steinfelder

Die niederdeutschen Varianten des Namens wandelten sich im Laufe der Zeit häufig in hochdeutsche Formen (Wechsel zwischen „e“ und „i“ – aus „Steen-“ wurde „Stein-“) – diese sind heute selten. Diese Varianten kommen auch in Dänemark und den Niederlanden vor.
- Steenfeldt   (verschliffene Form: Stenfeldt)
- Steenfeld   (verschliffene Form: Stenfeld)
- Steenfelt

In den Niederlanden finden sich Varianten (mit ndl. „-veld“ anstatt dt. „-feld“):
- Steenveldt
- Steenveld
- Steenvelt
- Steinveld

## Bekannte Namensträger
- Steinfeld
  - Chris Steinfeld (* 1959), US-amerikanischer Segler
  - Franz Steinfeld der Jüngere (1787–1868), österreichischer Landschaftsmaler
  - Franz von Steinfeld (1828–1875), preußischer Generalmajor
  - Gerhard Steinfeld (1769–1846), deutscher Pfarrer und Heimatforscher
  - Hailee Steinfeld (* 1996), US-amerikanische Schauspielerin und Sängerin
  - Hans-Wilhelm Steinfeld (* 1951), norwegischer Journalist und Historiker
  - Henning Steinfeld (* 1957), deutscher Politiker
  - Hermann Joseph von Steinfeld (* um 1150, † 1241 oder 1252), katholischer Heiliger und Mystiker
  - Jesse Leonard Steinfeld (1927–2014), amerikanischer Arzt
  - Julius Steinfeld (1884–1974), österreichischer Fluchthelfer
  - Justin Steinfeld (1886–1970), deutscher Schriftsteller
  - Ottó Steinfeld (1924–1990), ungarischer Mathematiker
  - Thomas Steinfeld (* 1954), deutscher Journalist und Schriftsteller
  - Ulrich von Steinfeld († 1170), von ca. 1152 bis 1170 Propst des Prämonstratenser-Klosters Steinfeld in der Eifel
  - Walter Steinfeld (1909–1933), deutscher Staatsbürger, frühes Naziopfer in Niederschlesien

- Steinfeldt
  - Albert Jacob Steinfeldt (1741–1815), Musiker und Komponist in Hamburg (Vater von Jacob Steinfeldt)
  - Heinrich Steinfeldt (1892–1955), deutscher Politiker der SPD
  - Jacob Steinfeldt (1788–1869), Musiker in Hamburg
  - Luca Steinfeldt (* 1996), deutscher Fußballspieler